# Pieusse
Pieusse  es una  localidad  y comuna francesa, situada en el departamento del Aude en la región de Languedoc-Roussillon.
A sus habitantes se les conoce por el gentilicio Pieussards.

## Demografía
| 650 | 650 | 635 | 712 | 708 | 706 | 669 | 440 | 510 | 509 | 539 | 523 | 526 | 550 | 569 | 605 | 586 | 617 | 584 | 531 | 483 | 502 | 520 | 511 | 502 | 504 | 459 | 458 | 532 | 697 | 877 | 906 |
| Para los censos de 1962 a 1999 la población legal corresponde a la población sin duplicidades (Fuente: INSEE [Consultar]) |     |     |     |     |     |     |     |     |     |     |     |     |     |     |     |     |     |     |     |     |     |     |     |     |     |     |     |     |     |     |     |

(Población sans doubles comptes según la metodología del INSEE).

## Lugares de interés
- Castillo de Pieusse, construido en el siglo XII por los condes de Foix.

## Personalidades ligadas a la comuna
- Fortuné Labatut-Brousses, primer diputado republicano elegido en el Aude 1871.
- Antoine Mestre, poeta.
- Joseph Delteil conocido escritor enterrado en el cementerio de la localidad